# Chvalkovice (Dešná)
Chvalkovice (německy Qualkowitz) jsou malá vesnice, část obce Dešná v okrese Jindřichův Hradec v Jihočeském kraji. Nachází se asi 3,5 kilometru severozápadně od Dešné. Chvalkovice leží v katastrálním území Chvalkovice u Dešné o rozloze 4,28 km².

## Historie
První písemná zmínka o vesnici pochází z roku 1353. Po vzniku Československa a pozemkové reformě stoupl v obci počet českého obyvatelstva. Roku 1921 bylo v obci napočítáno 86 Čechů a 139 Němců (rok 1910 41 Čechů, 167 Němců). České obyvatelstvo tvořily 3 rolnické rodiny, řemeslníci a zemědělští dělníci. Nově byla po provedení pozemkové reformy v českých rukách cihelna (majitel cihelny J. Procházka) a chvalkovický dvůr. Většina českých dětí navštěvovala obecnou školu v Nových Sadech, některé v Dešné. Německé děti docházely do Bělčovic. Valná většina německého obyvatelstva sestávala ze sedláků a domkářů.

## Obyvatelstvo
| Rok            | 1869 | 1880 | 1890 | 1900 | 1910 | 1921 | 1930 | 1950 | 1961 | 1970 | 1980 | 1991 | 2001 | 2011 | 2021 |
| -------------- | ---- | ---- | ---- | ---- | ---- | ---- | ---- | ---- | ---- | ---- | ---- | ---- | ---- | ---- | ---- |
| Počet obyvatel | 229  | 233  | 215  | 215  | 208  | 239  | 215  | 141  | 117  | 125  | 91   | 71   | 66   | 48   | 50   |
| Počet domů     | 41   | 43   | 44   | 41   | 42   | 44   | 43   | 43   | 31   | 36   | 27   | 40   | 39   | 39   | 39   |

## Obecní správa
Při sčítání lidu v letech 1850–1976 Chvalkovice byly samostatnou obcí, se kterým patřila nejprve do okresu Dačice, ale v letech 1900–1930 v okrese Moravské Budějovice a v roce 1950 opět v okrese Dačice a od roku 1960 v okrese Jindřichův Hradec. Od 30. dubna 1976 jsou částí obce Dešná v okrese Jindřichův Hradec. Od 14. června 1964 do 29. dubna 1976 k obci patřily Bělčovice a Županovice.